# L'Étang du démon
Pour plus de détails, voir Fiche technique et Distribution.
L'Étang du démon (夜叉ケ池, Yashagaike) est un film japonais réalisé par Masahiro Shinoda inspiré de l’œuvre du romancier Kyōka Izumi et sorti en 1979. Le film est présenté au festival de Cannes 2021 Cannes Classics en version restaurée puis sort au cinéma en France le 22 septembre 2021.

## Synopsis
Au cours de l'été 1913, Gakuen Yamasawa, botaniste et professeur à l'université de Kyoto, étudie la flore dans la province d'Echizen. Alors qu'il traverse les montagnes à la recherche d'un lieu nommé nommé l’« Étang du démon », il parvient dans un village accablé par la sécheresse depuis deux ans. Selon une ancienne tradition, la cloche du village doit sonner trois fois par jour afin de ne pas libérer un dragon retenu enfermé au fond de l'eau. Si ce rituel n'est pas respecté, l'étang en haut de la montagne débordera et un déluge engloutira le village. Les habitants n'y croient plus, et espèrent la pluie avec impatience. 
Le professeur Yamasawa se présente dans un ancien temple habité par un couple chargé de faire respecter ces croyances ancestrales. Il fait tout d'abord connaissance de Yuri, une étrange jeune femme, puis découvre que son compagnon n'est autre qu'Akira Hagiwara, son ami dont il n'a plus de nouvelles depuis trois ans. Akira Hagiwara, un collecteur de légendes, est devenu le sonneur de cloche après la mort du précédent sonneur, Yatabei, et il s'est marié avec Yuri. Yamasawa persuade Akira de le mener voir l'étang du démon, laissant Yuri seule dans la maison.
Yogu, un villageois venu braconner, capture une grosse carpe qu'il veut vendre au sonneur de cloche, mais il trouve la maison d'Hagiwara fermée, tous feux éteints. Il aperçoit Yuri par un interstice, s'effraye et lâche la carpe qui tombe à l'eau. Le retour de cette carpe dans son étang réveille les créatures mystérieuses qui y vivent, dont la princesse Shirayuki, éprise du démon de l'étang dans la montagne, qu'elle ne peut rejoindre tant que sonnera quotidiennement la cloche.
Au village, un membre du Diète arrive en voiture pour apporter un ravitaillement en riz. Lors de la fête qui s'ensuit, il est décidé qu'un sacrifice humain doit être fait pour favoriser la tombée de la pluie et le choix de la victime se porte sur Yuri, la plus belle femme du village, dénoncée comme un démon par le braconnier Yoju.
Les habitants du village se précipitent chez Yuri, prêts à sacrifier une seule personne pour sauver les 8000 habitants, au mépris du fait que leur funeste décision pourrait entrainer un déluge destructeur dans la vallée.

## Fiche technique
- Titre français : L'Étang du démon[3]
- Titre original : 夜叉ケ池 (Yashagaike?)
- Réalisation : Masahiro Shinoda
- Assistant : Isao Kumagai
- Scénario : Haruhiko Mimura (ja) et Tsutomu Tamura (ja), d'après une pièce de kabuki de Kyōka Izumi[4],[5]
- Musique : Isao Tomita
- Direction artistique : Setsu Asakura (ja), Kiyoshi Awazu (ja) et Yutaka Yokoyama
- Photographie : Masao Kosugi (ja) et Noritaka Sakamoto
- Montage : Zen Ikeda et Sachiko Yamachi
- Effets spéciaux : Nobuo Yajima (ja)
- Société de production : Shōchiku
- Sociétés de distribution : Shōchiku, Carlotta Films (France, version restaurée)[4]
- Pays de production :  Japon
- Langue : japonais
- Genre : drame ; film fantastique
- Durée : 124 minutes
- Dates de sortie :
  - Japon : 20 octobre 1979[6]
  - France : 22 septembre 2021[7] (version restaurée 4K)

## Distribution
- Bandō Tamasaburō V : Yuri / la princesse Shirayuki
- Gō Katō : Akira Hagiwara
- Tsutomu Yamazaki : le professeur Gakuen Yamasawa
- Jūrō Kara : Denkichi
- Kōji Nanbara (ja) : le prêtre Shikami
- Jun Hamamura : Kageboshi / Yatabei le sonneur de cloche
- Yatsuko Tan'ami : la nourrice de la princesse Shirayuki
- Hisashi Igawa : M. Carpe
- Fujio Tokita (ja) : M. Crabe
- Norihei Miki (ja) : le messager poisson chat
- Hatsuo Yamaya (ja) : Yoju, le braconnier
- Maki Takayama : la femme de Yoju
- Ryūnosuke Kaneda (ja) : le membre de la Diète
- Tōru Abe : le chef de l'assemblée du village
- Kai Atō (ja)
- Megumi Ishii (ja)

## Autour du film
Bandō Tamasaburō V, l'acteur qui interprète les rôles de Yuri et de la princesse Shirayuki, est un onnagata — comédien jouant le rôle d’un personnage féminin dans le théâtre kabuki — de grande renommée au Japon.
Le film ressort en 2021 dans une version restaurée en 4K à partir du négatif original 35 mm fourni par Shōchiku, la remastérisation du son est assurée par Shōchiku MediaWorX Inc. et celle de l'image par Imagica Entertainment Media Services, Inc,.